# Джамбели, Федериго
Федериго Джамбели или Федерико Джанибелли (итал. Federico Giambelli, англ. Federico Genebelli, Federico Genibelli, Federico Janibelli; около 1530, Мантуя — после 1602, Лондон) — итальянский военный инженер, архитектор, изобретатель, физик и механик, работавший в Испании, испанских Нидерландах и Англии.

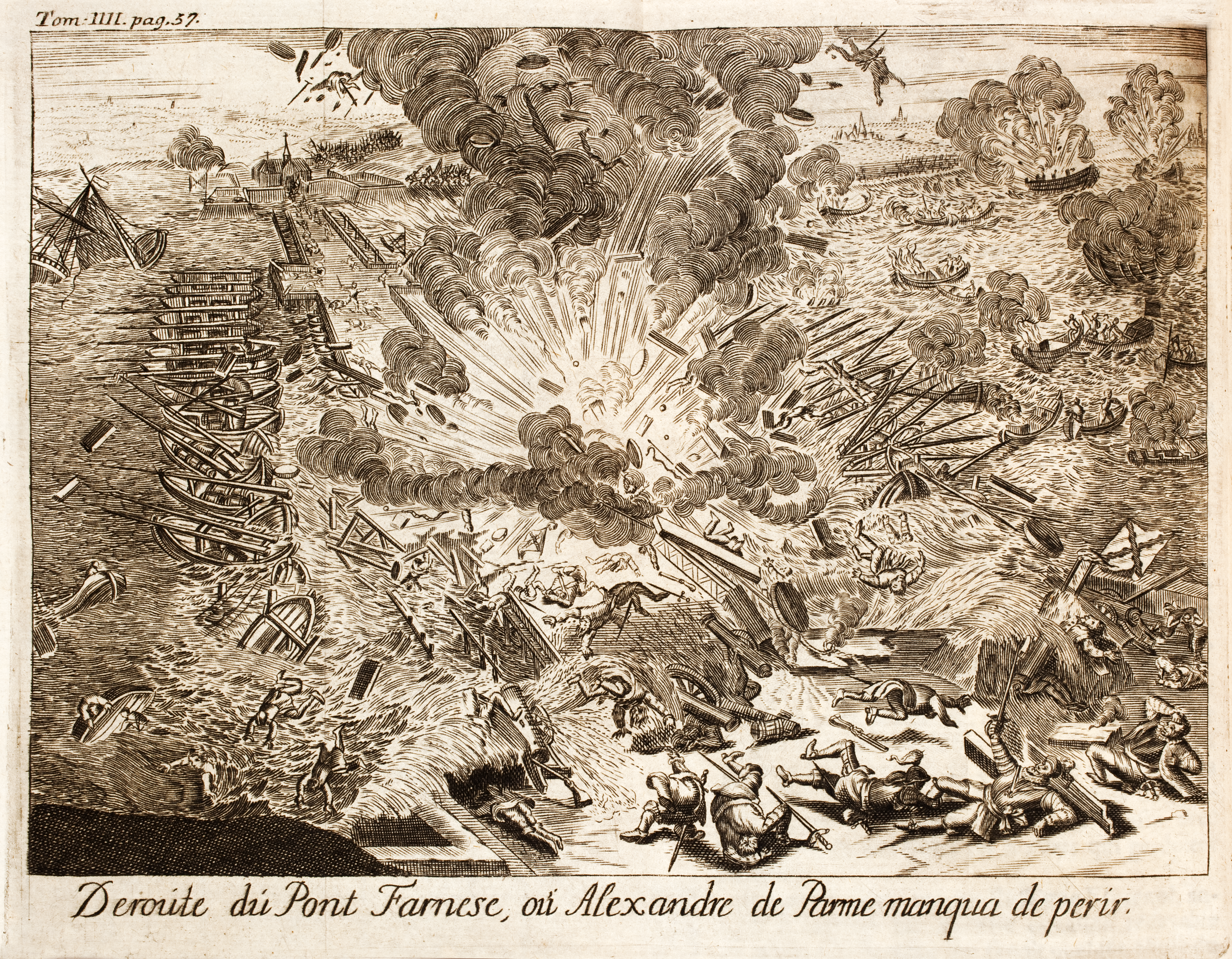
Гравюра XVIII века, изображающая взрыв одного из брандеров Джамбели на испанском понтонном мосту при осаде Антверпена (1585)

## Биография

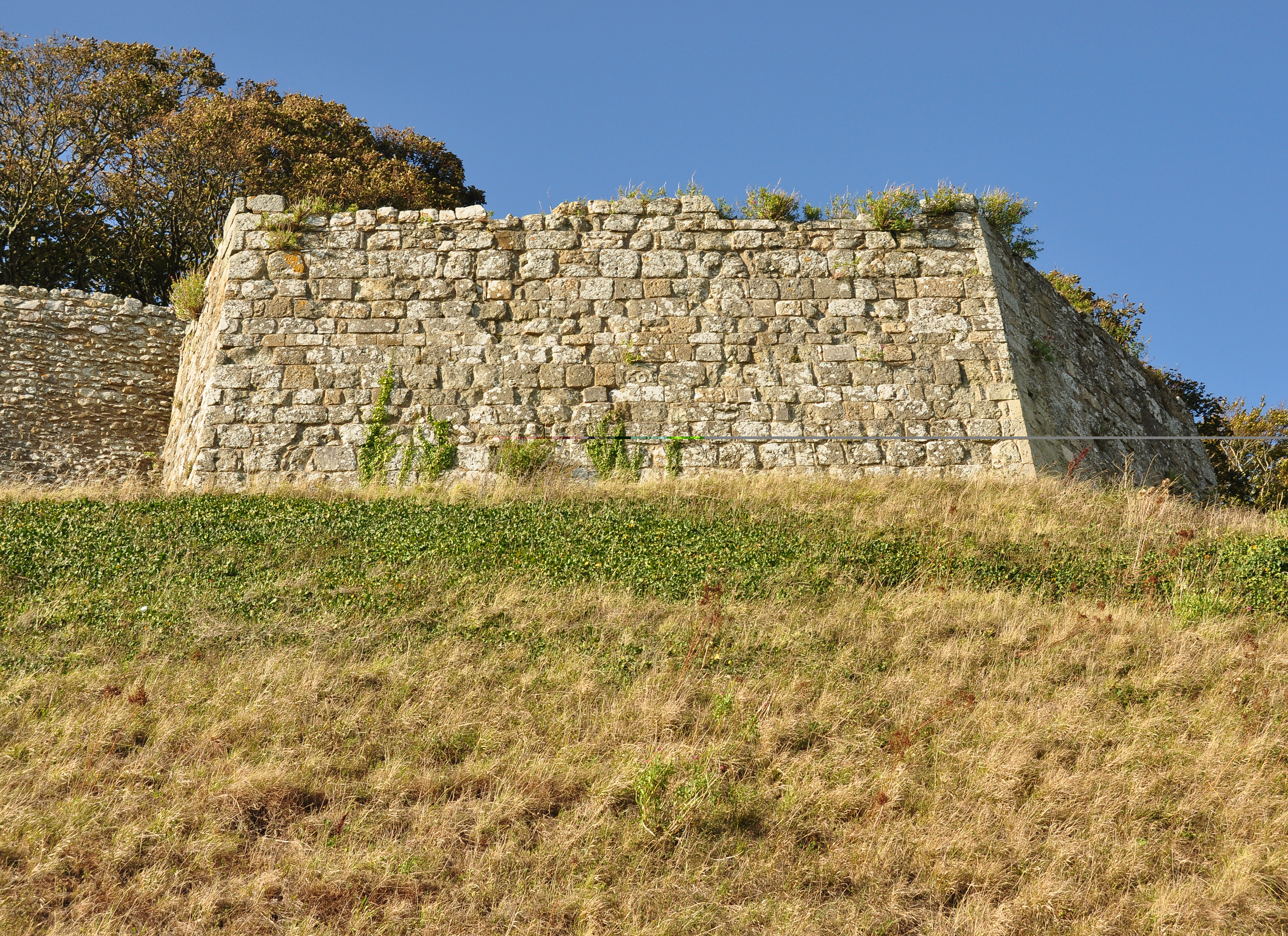
Один из бастионов Джамбели в замке Карисбрук на острове Уайт, построенный между 1597 и 1600 годами

Выходец из Мантуи, он в молодости, возможно, изучал в Неаполе пиротехнику у Чезаре Магги (1488—1568) и служил военным инженером в Италии. Безуспешно попытавшись поступить на службу к испанскому королю Филиппу II, он перебрался в 1580 году в Антверпен, где завёл семью, получив известность в качестве авторитетного физика и механика. 
Когда в 1584 году испанская армия под командованием Алессандро Фарнезе, герцога Пармского стала угрожать Антверпену, королева Елизавета I поручила ему заняться защитой города. Благодаря изобретенным Джамбели брандерам, или особым судам, ранним предшественникам торпед, в деревянных корпусах которых устраивались выложенные кирпичами камеры, заваливавшиеся железным ломом, жерновами, надгробными камнями и наполнявшиеся 7000 фунтами (3175 кг) пороха, а на палубах наваливались просмоленные дрова, защитники Антверпена в 1584—1585 годах несколько раз взрывали наводившийся герцогом Пармским понтонный мост через р. Шельду, и осаждённый город смог долго продержаться. Один из таких брандеров, взорвавшись у моста, помимо гибели от 800 до 1000 испанских солдат, разрушил конструкцию длиной более 61 метра. Оборона Антверпена, хотя и взятого, в конце концов, испанцами, обеспечила Джамбели громкую славу.
17 августа 1585 года командующий английским экспедиционным отрядом полковник Джон Норрис направил Джамбели в Англию с рекомендательным письмом к государственному секретарю Фрэнсису Уолсингему, согласно которому способный итальянец направлялся для дальнейшей службы в английских войсках во Фландрии, и в начале 1586 года последний поступил в распоряжение сэра Филипа Сидни, губернатора Флиссингена в Зеландии. Проконсультировавшись с Сидни, 13 марта того же года Джамбели направил Уолсингему мемориал, в котором призывал королеву срочно сформировать новый военный флот для борьбы с испанцами на море, однако 17 октября его командир и покровитель умер от ран, полученных в сражении при Зютфене, и реализация его предложений затянулась на два года.
В июле-августе 1588 года Джамбели занимался укреплением английских берегов против ожидаемой испанской армады, устраивая земляные валы вокруг блокгаузов в Тилбери и Грейвсенде, а также понтонный мост и боновое заграждение в устье Темзы. При строительстве моста, вероятно, использовал в качестве образца тот, что строился под Антверпеном испанцами, однако собственное его сооружение оказалось непрочным и в ночь с 18 на 19 августа было разрушено первым же приливом.
Когда испанский флот появился в Ла Манше, он соорудил также восемь брандеров, выпущенных близ Дюнкерка адмиралом Говардом. С криком «Антверпенский огонь» испанцы обратились в бегство, и произошедшее на их кораблях смятение, способствовало, наряду с сильной бурей, бесславной гибели армады.
В 1591 году Джамбели представил лорду Бёрли план системы водоснабжения для очистки зловонных рвов, окружающих лондонское Сити, а также прообраз пожарного гидранта, с помощью которого можно было эффективно тушить пожары в городе. Ни одна из этих схем не была реализована.
Начиная с 1597 года Джамбели строил укрепление итальянского типа, окружавшее замок Карисбрук на острове Уайт; работы были в основном завершены к 1600 году, но реконструкция двух башен затянулась до 1603-го. Не позже 1602 года он сделал три доклада об укреплении Плимута, предложив окружить город стеной с девятью равелинами.
Умер Джамбели в Лондоне, но год его смерти и место захоронения неизвестны.